# Vibrational Spectroscopy
Vibrational Spectroscopy (abrégé en Vib. Spectrosc.) est une revue scientifique bimestrielle à comité de lecture qui publie articles de revue dans le domaine des spectroscopies vibrationnelles.
D'après le Journal Citation Reports, le facteur d'impact de ce journal était de 2,003 en 2014. Actuellement[Quand ?], le directeur de publication est G. Keresztury.